# ألفرد أ. بيرنهام
ألفرد أ. بيرنهام هو محامي وسياسي أمريكي، ولد في 8 مارس 1819 في Windham, Connecticut ‏ في الولايات المتحدة، وتوفي بنفس المكان في 11 أبريل 1879. نشط حزبياً في الحزب الجمهوري. وقد انتخب عضو مجلس نواب كونيتيكت ‏ وانتخب عضو مجلس ولاية كونيتيكت ‏ وانتخب عضو مجلس النواب الأمريكي.